# Zeno Roth

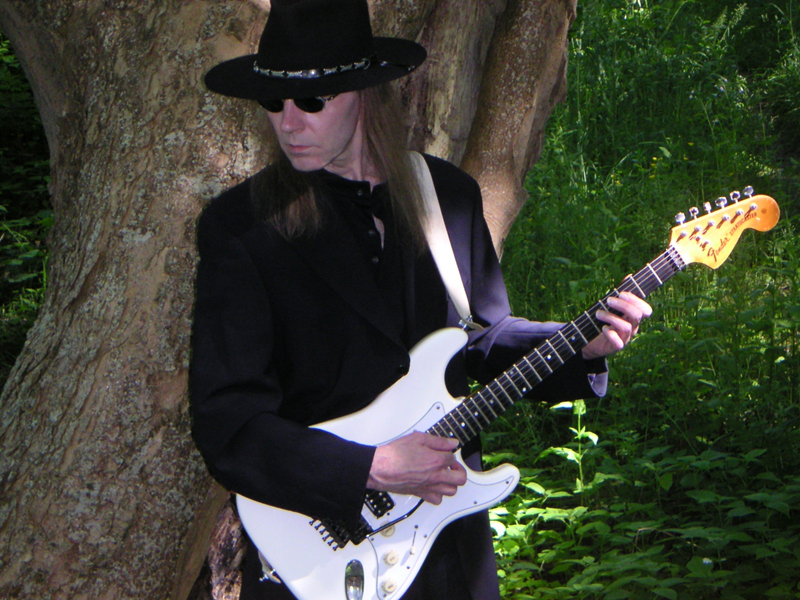
Zeno Roth

Jochen „Zeno“ Roth (* 30. Juni 1956 in Düsseldorf; † 5. Februar 2018) war ein deutscher Gitarrist und Songwriter. Er war der jüngere Bruder des Gitarristen Uli Jon Roth.

## Leben

### Frühe Jahre
In den 1970er Jahren gründeten Roth und Ule W. Ritgen in Hannover Black Angel und spielten einige Jahre lang zusammen an der Universität. Nachdem die Band, die von Eric Clapton und Jimi Hendrix beeinflusst war, sich 1977 trennte, spielte Ritgen Bass in der Band von Zenos Bruder Uli Jon Roth.

### Zeno (Band)
Ab 1980 arbeiteten Jochen "Zeno" Roth und Ule Ritgen wieder zusammen. Sie begleiteten Michael Flexig am Gesang, und die Band wurde Zeno genannt.
Nach dem zeitweiligen Ausstieg Flexigs im Jahr 1987 übernahm Tommy Heart kurzzeitig die Rolle des Sängers.
Die Titel der beiden Zenology-Alben, so der Kommentar auf Zenology II, wurden bereits Ende der 1980er Jahre als Demoaufnahmen für diverse Plattenfirmen (u. a. Geffen Records) komponiert und eingespielt. Neben der Musik betätigte sich Zeno Roth auch als Schriftsteller.
Die Band hatte bis 2006 fünf Alben veröffentlicht, die sich in der Kategorie melodischer Hardrock ansiedeln lassen und in Japan fünfstellige Verkaufszahlen erzielten. Das letzte Album, Runway to the Gods, wurde mit dem Sänger Michael Bormann aufgenommen.

### Tod
Nach einer jahrelangen Erkrankung starb er mit 61 Jahren im Schlaf.

## Stil
Vieles in seiner Musik spiegelt die Leidenschaft Roths für fernöstliche und philosophisch-religiöse Themen wider. Zeno Roth verstand sich als „musikalischer Philosoph“, das heißt, er war an allen existenziellen Fragen interessiert und versuchte, in seiner Kunst Anregungen zur Beantwortung solcher Fragen zu geben.

## Diskografie
- Zeno (1985)
- Zenology (1995)
- Listen to the Light (1998)
- Zenology II (2005)
- Runway to the Gods (2006)